# 第22軍 (日本軍)
第22軍（だいにじゅうにぐん）は、大日本帝国陸軍の軍の一つ。
1940年（昭和15年）2月9日に編成され、南支那方面軍戦闘序列に編入、南寧付近に配備された。北部仏印進駐を担当した後、11月19日に廃止された。

## 軍概要

### 歴代司令官
- 久納誠一 中将：1940年（昭和15年）2月10日 - 11月9日（復員）

### 歴代参謀長
- 若松只一 少将：1940年（昭和15年）2月10日 - 11月9日（復員）

### 最終司令部構成
- 司令官：久納誠一中将
- 参謀長：若松只一少将
- 高級参謀：中井増太郎大佐
- 高級副官：神谷正孝中佐
- 兵器部長：安藤参吉大佐
- 経理部長：井原清一主計大佐
- 軍医部長：田中厳軍医大佐
- 獣医部長：松原茂平獣医大佐

### 最終所属部隊
- 第5師団
- 近衛混成旅団
- 台湾混成旅団